# 외상후 울분장애
외상후 울분장애(Post-traumatic embitterment disorder, PTED)는 영향을 받은 사람들이 심각한 모욕, 치욕, 배신 또는 불의로 경험한 부정적인 삶의 사건에 대한 병리학적 반응으로 정의된다. PTED의 주요 정서는 울분, 노여움, 분노, 증오이며, 특히 유발 스트레스 요인에 대한 감정으로, 종종 복수 환상을 동반한다. 이 장애는 유발 사건 발생 즉시, 시간 지연 없이 시작된다. 치료하지 않고 방치할 경우 PTED의 예후는 좋지 않으며, 이 장애를 가진 사람들은 강한 부정적 감정들이 끊임없이 서로를 강화하고 결국 자기 파괴적인 나선형으로 이어지는 악순환에 갇히게 된다. PTED의 영향을 받은 사람들은 복수 환상을 행동으로 옮길 가능성이 더 높아 스트레스 요인에게 심각한 위협이 된다.
별개의 임상 장애로서의 PTED 개념은 2003년 독일의 정신과 의사이자 심리학자인 미하엘 린덴이 처음 기술했으며, 그는 이 장애의 가장 활발한 연구자로 남아 있다. 지난 몇 년간 경험적 연구에 의해 지지되었음에도 불구하고, 울분을 심리 장애에 포함해야 하는지에 대해서는 여전히 논란이 있다. 따라서 PTED는 현재 ICD-10에 자체 분류를 가지고 있지 않지만 F43.8 "심한 스트레스에 대한 기타 반응"으로 분류된다. "일반적인" 적응 장애는 일반적으로 6개월 이내에 사라지는 반면, PTED는 만성화될 가능성이 훨씬 높기 때문에 F43.2 하위의 적응 장애로 분류될 수 없다. PTED와 유사한 상태는 이미 1915년 에밀 크레펠린이 투쟁적 편집증이라는 이름으로 외상성 신경증의 한 형태로 기술했으며, 인격장애와는 명시적으로 구분했다.

## 원망과 울분
원망은 불의, 배신, 치욕을 경험한 것에 대한 기본적인 인간 반응으로 정의되며, 노여움, 분노, 적대감, 실망, 혐오, 수치심과 같은 정서로 구성된다. 그러나 "일반적인" 원망감은 결국 사라질 일시적인 감정인 반면, 울분은 훨씬 더 오래 지속되는 상태로, 쉽게 가라앉지 않으며 영향을 받은 사람들과 그들의 환경의 삶의 질을 심각하게 손상시킬 수 있다고 묘사된다. 일반적으로 울분은 유발 사건을 다시 떠올릴 때마다 반복적으로 재발한다.

## 유병률
예비 데이터에 따르면 일반 인구의 유병률은 약 2-3%이다. 대규모 집단이 사회적 격변을 겪을 때 유병률이 증가하는 것으로 관찰된다. 이에 따라 린덴은 독일 통일 이후 처음으로 이 상태를 기술했다.

## 원인
누군가의 핵심 신념이 심하게 침해될 경우 심각한 울분 반응이 유발될 수 있다. 심리학에서 핵심 신념은 개인을 정의하는 마인드셋, 의견, 가치로 정의된다. 이는 세상, 자신, 타인, 중요한 것과 중요하지 않은 것, 옳고 그른 것, 해야 할 일에 대한 인식을 구성하는 인지적 참조 시스템 역할을 하며, 부정적 감정과 긍정적 감정을 모두 포함할 수 있다. 이들은 개인적, 사회적으로 매우 중요하며 세대 간에 전승되어 전체 문화를 형성할 수 있다. 핵심 신념은 현실적인 관점에서 반드시 사실인 것은 아니지만, 무엇으로 구성되든 개인에게는 사실로 느껴진다. 따라서 이를 반박하는 정보는 일반적으로 무시되며, 이는 변화하거나 도전하기 어렵게 만든다.
핵심 신념은 개인의 정체성의 중심적인 측면이므로, 심리적으로 공격성으로 인식되는 모욕, 굴욕, 배신, 불의에 특히 취약하다. 핵심 신념, 특히 긍정적인 신념의 침해가 무시하거나 제대로 처리하기에는 너무 심각하고, 영향을 받은 사람들이 자신의 신념을 방어하고 맞서 싸울 방법이 없어 무력감, 사직 그리고 결국 울분 상태에 빠지게 될 경우 PTED가 유발될 수 있다. 핵심 신념은 개인마다 고유하므로, 한 사람에게는 사소하거나 작은 성가심으로 보일 수 있는 것이 다른 사람에게는 존재적 위기를 초래할 수 있으며, 특히 그 위기를 극복할 심리 탄성이 부족할 경우 더욱 그렇다.

## 증상 및 진단 기준
A. 필수 기준:
1. 정확히 하나의 부정적이고 스트레스가 많은 생활 사건 직후에 시작되는 임상적으로 유의미한 정서적 증상 또는 행동 문제. 이 사건은 외부에서 볼 때 일상적인 사건(예: 교통 사고, 강도 또는 전쟁과 같은 비정상적인 것이 아님)에 불과해 보인다.
2. 환자는 유발 사건을 인지하고 있으며 이를 장애의 원인으로 파악하고 있다.
3. 유발 사건은 불공평하거나 굴욕적이거나 모욕적으로 경험된다.
4. 유발 사건에 대한 반복적인 침투적 사고가 있다.
5. 환자는 유발 사건을 떠올릴 때 정서적 각성으로 반응한다.

B. 추가 증상:
1. 불쾌감-공격성-우울 기분; 기분은 주요 우울 장애와 유사하게 나타나며 신체형통증장애가 동반된다.
2. 주의가 분산될 때 손상되지 않은 정서 조절
3. 무의욕증
4. 환자는 자신을 희생자로 본다.
5. 환자는 자신을 무력하며 유발 사건이나 그 원인을 극복할 수 없다고 생각한다.
6. 유발 사건을 막지 못했거나 대처할 수 없음에 대한 자책감
7. 자신의 건강에 대한 무관심
8. 비특이적 신체 증상(예: 불면증, 식욕 부진, 통증)
9. 유발 사건과 관련된 사람이나 장소에 대한 공포증적 회피
10. 삶에 대한 피로감 및 자살성 사고
11. 스트레스 요인에 대한 반복적인 복수 환상 및 공격적 사고, 때로는 모살 또는 살해 후 자살 환상 포함
12. 투쟁적인 정의 회복을 위한 투쟁의 지속

C. 유발 사건 이전 1년 동안 비정상적인 반응을 설명할 수 있는 정신 질환의 징후 없음; 이전 심리적 장애의 재발 없음
D. 자신의 상태 및 사회적, 직업적 또는 기타 중요한 삶의 영역에 임상적으로 유의미한 손상 또는 부담
E. 유발 사건 발생 이후 최소 6개월 동안 증상이 지속됨
PTED는 선행하는 유발 요인으로 볼 때 "외상적"으로 나타나지 않고, 오히려 시간적 경과 때문에 그러하다. 유발 사건 몇 분 전에는 영향을 받은 사람들이 완벽하게 건강했지만, 몇 분 후에는 아프고 심각하게 손상된다. 이 점에서 PTED는 PTSD와 유사하다. 그러나 PTED의 유발 사건의 본질은 이어지는 증상의 본질에 거의 영향을 미치지 않는다.
PTED는 저절로 가라앉지 않고 시간이 지남에 따라 오히려 심화되어 환자들을 끊임없이 서로를 강화하는 부정적인 감정의 자기 파괴적인 나선형으로 이끈다. 치료하지 않고 방치할 경우 PTED는 영향을 받은 사람들이 궁극적으로 스트레스 요인에 대한 자신의 공격성을 실행하게 하여 가장 심각한 중범죄를 저지르게 할 가능성이 매우 높다.

## 진단

### BEI
베른 울분 재고(Berner Embitterment-Inventory, BEI)(Znoj, 2008; 2011)는 정서적 울분, 수행 관련 울분, 비관주의/절망, 그리고 인간 혐오/공격성을 측정한다.

### PTED 척도
PTED 척도는 19개 항목의 자가 평가 설문지로, 반응성 울분을 식별하고 PTED의 심각성을 평가하는 데 사용될 수 있다. 답변은 5점 리커트 척도로 주어진다. 평균 점수 2.5는 임상적으로 관련 있는 울분 반응 정도를 나타내지만, 공식적으로 진단을 확정하지는 않는다. 더 높은 값은 심각한 울분의 징후일 뿐이다. PTED 진단은 상세한 임상 평가 또는 표준화된 진단 면접을 통해서만 가능하다.

### 표준화된 진단 면접
PTED의 표준화된 진단 면접은 PTED의 핵심 기준을 묻는다. 진단 면접에서는 환자가 자신의 경험과 감정을 묘사할 때 무엇을 의미하는지 명확히 해야 한다.

## 감별진단
- 외상 후 스트레스 장애:
  - 극심한 공포와 공황을 유발하는 하나 또는 여러 개의 잠재적으로 생명을 위협하는 비정상적인 사건(예: 교통 사고, 강도, 전쟁)에 의해 유발된다.
  - 주요 정서는 반복되거나 지속되는 공포이며, 울분은 발생하지 않는다.
- 주요 우울 장애:
  - 우울한 기분, 무의욕증, 자살성, 건망증 등 여러 증상적 유사성으로 인해 매우 흔한 오진이다.
  - PTED와 달리 쇠약하게 하는 사건과 직접적인 시간적 관련성이 없고, 단일 스트레스 요인이 없다.
  - PTED 환자에게는 무쾌감증이 없다.
- 적응 장애:
  - 일반적으로 유발 사건 발생 후 6개월 이내에 사라진다.
  - 모욕, 배신, 굴욕 또는 불의에 의해 반드시 발생하는 것이 아니라 여러 사건에 의해 유발될 수 있다.
- 공포 장애:
  - 공포에 의해 유발되는 회피 행동이며, 울분에 의한 것이 아니다.
- 인격장애:
  - 평생에 걸쳐 발달하며, 단일 사건과 즉각적인 관련성이 없다.
  - PTED는 치료로 완전히 가역적이지만, 인격장애의 영향은 완화될 뿐이다.
  - 기존 인격장애가 PTED 발달을 촉진할 수 있다.[10]
- 편집증, 망상, 분열형 인격장애, 조현병, 투쟁적 망상, 도덕적 상해

## 정신치료
외상후 울분 치료는 환자의 전형적인 체념적-공격적-방어적 태도로 인해 복잡하며, 이는 치료 제안에도 향한다. 한 가지 치료 방법은 린덴이 개발한 지혜 요법으로, 환자가 비판적인 생활 사건에서 거리를 두고 새로운 삶의 관점을 구축할 수 있도록 돕는 인지 행동 치료의 한 형태이다.
다음과 같은 태도 변화 및 문제 해결을 위한 일반적인 인지 전략이 사용된다.
- 행동 분석 및 인지 리허설과 같은 행동 치료 방법
- 자동 사고 및 도식 분석
- 재구성 또는 인지적 재귀인
- 노출 치료
- 활동 증가
- 사회적 접촉 재건
- 자기 효능감 증진

특별한 치료 모듈은 지혜 능력 훈련을 목표로 하며, 이는 다음 능력을 증진시키는 것을 의미한다.
- 관점 전환
- 공감
- 감정 인지 및 수용
- 정서적 균형 및 유머 감각
- 맥락주의
- 장기적 지향
- 가치 상대주의
- 불확실성 수용
- 자기 거리 및 자기 상대화

방법론적으로는 "해결 불가능한 문제" 방법이 사용된다. 이 과정에서 가상의 심각하고 해결 불가능한 갈등 상황이 제시되며, 이를 통해 환자는 지혜 능력을 훈련하고 자신의 상황에 적용할 수 있다(소위 "학습 전이").

## 비판
울분 반응 및 외상후 울분장애 문제는 국제적으로 점점 더 많은 관심을 받고 있다.
그럼에도 불구하고 몇 가지 미해결 문제가 있다. PTED와 다른 정신 질환을 구별하기 위한 추가 연구가 필요하다. 2014년 과학 기자 외르크 블레히는 그의 저서 "심리 함정: 정신 건강 산업이 우리를 환자로 만드는 방법(Die Psychofalle - Wie die Seelenindustrie uns zu Patienten macht)"에서 이 장애를 언급했다. PTED의 도입이 일상적인 문제를 문제로 만들 수 있는지에 대한 논의가 있다.

## 참고 문헌
- Görmez, Aynur; Yeni Elbay, Rümeysa; Karatepe, Hasan Turan (May 2021). 《Post-traumatic embitterment symptoms among woman victims of February 28th post-modern coup of Turkey after two decades: A comparative cross-sectional study》. 《International Journal of Social Psychiatry》 67. 269–276쪽. doi:10.1177/0020764020946346. PMID 32727250. S2CID 220877561.
- Muschalla, Beate; Rau, Heinrich; Willmund, Gerd Dieter; Knaevelsrud, Christine (January 2018). 《Work disability in soldiers with posttraumatic stress disorder, posttraumatic embitterment disorder, and not-event-related common mental disorders.》 (PDF). 《Psychological Trauma: Theory, Research, Practice, and Policy》 10. 30–35쪽. doi:10.1037/tra0000293. PMID 29323524. S2CID 8215595.
- Brennan, Chloe J; Michael T; Cole, Jon C (May 2022). 《Morally injurious events and post-traumatic embitterment disorder in UK health and social care professionals during COVID-19: a cross-sectional web survey》. 《BMJ Open》 12. e054062쪽. doi:10.1136/bmjopen-2021-054062. PMC 9082726. PMID 35523494.
- Simutkin, G. G. (2018년 11월 2일). 《Anger attacks and «anger disorders»: clinical relevance, problem of classification, comorbidity and therapy (review)》. 《V.m. Bekhterev Review of Psychiatry and Medical Psychology》. 10–21쪽. doi:10.31363/2313-7053-2018-3-10-21. S2CID 133538945.
- Ege, Harald (2008년 11월 1일). 《Über den Zusammenhang zwischen Mobbing/ Arbeitsplatzkonflikten und dem posttraumatischen Verbitterungssyndrom (PTED): Eine empirische italienische Studie》. 《Psychosomatik und Konsiliarpsychiatrie》 2. 244–247쪽. doi:10.1007/s11800-008-0133-1. S2CID 143281840.
- Karatuna, Işıl; Gök, Sibel (2014년 4월 3일). 《A Study Analyzing the Association between Post-Traumatic Embitterment Disorder and Workplace Bullying》. 《Journal of Workplace Behavioral Health》 29. 127–142쪽. doi:10.1080/15555240.2014.898569. hdl:20.500.11857/428. S2CID 145093175.
- Spaaij, Julia; Schick, Matthis; Bryant, Richard A.; Schnyder, Ulrich; Znoj, Hansjörg; Nickerson, Angela; Morina, Naser (December 2021). 《An exploratory study of embitterment in traumatized refugees》. 《BMC Psychology》 9. 96쪽. doi:10.1186/s40359-021-00599-2. PMC 8193876. PMID 34112232. S2CID 235397648.
- Shin, Jeonghoon; You, Myoungsoon (2022년 5월 19일). 《Embitterment among the unemployed: A multiple mediation model of belief in a just world》. 《Work》 72. 211–220쪽. doi:10.3233/WOR-205228. PMID 35431202. S2CID 248145294.
- Dobricki, Martin; Maercker, Andreas (January 2010). 《(Post-traumatic) embitterment disorder: Critical evaluation of its stressor criterion and a proposed revised classification》. 《Nordic Journal of Psychiatry》 64. 147–152쪽. doi:10.3109/08039480903398185. PMID 20148750. S2CID 20643288.
- Linden, Michael (2006). 《Posttraumatic Embitterment Disorder: Definition, Evidence, Diagnosis, Treatment》. Ashland: Hogrefe. ISBN 978-1-61676-344-2. OCLC 1012347668.
- Linden, Michael (2013년 1월 7일). 〈Hurting Memories and Intrusions in Posttraumatic Embitterment Disorders (PTED) as Compared to Posttraumatic Stress Disorders (PTSD)〉.   Linden, Michael; Rutkowski, Krzysztof. 《Hurting Memories and Beneficial Forgetting: Posttraumatic Stress Disorders, Biographical Developments, and Social Conflicts》. Newnes. 83–92쪽. ISBN 978-0-12-398404-3.
- Linden, Michael (2017). 《Verbitterung und Posttraumatische Verbitterungsstörung》. Hogrefe. ISBN 978-3-8017-2822-9. OCLC 971201601.
- Linden, Michael; Arnold, Christopher Patrick (2020년 11월 23일). 《Embitterment and Posttraumatic Embitterment Disorder (PTED): An Old, Frequent, and Still Underrecognized Problem》. 《Psychotherapy and Psychosomatics》 90. 73–80쪽. doi:10.1159/000511468. PMID 33227789. S2CID 227156350.
- Linden, Michael; Noack, Isabel (2018). 《Suicidal and Aggressive Ideation Associated with Feelings of Embitterment》. 《Psychopathology》 51. 245–251쪽. doi:10.1159/000489176. PMID 29879700. S2CID 46974208.
- Linden, Michael; Baumann, Kai; Lieberei, Barbara; Lorenz, Constanze; Rotter, Max (2011). 《Treatment of Posttraumatic Embitterment Disorder with Cognitive Behaviour Therapy Based on Wisdom Psychology and Hedonia Strategies》. 《Psychotherapy and Psychosomatics》 80. 199–205쪽. doi:10.1159/000321580. PMID 21494061. S2CID 24773913.
- Linden, Michael; Baumann, Kai; Rotter, Max; Schippan, Barbara (2007). 《The Psychopathology of Posttraumatic Embitterment Disorders》. 《Psychopathology》 40. 159–165쪽. doi:10.1159/000100005. PMID 17318008. S2CID 25759680.
- Linden, Michael; Baumann, Kai; Rotter, Max; Schippan, Barbara (2008). 《Posttraumatic Embitterment Disorder in Comparison to Other Mental Disorders》. 《Psychotherapy and Psychosomatics》 77. 50–56쪽. doi:10.1159/000110060. PMID 18087208. S2CID 23975961.
- Linden, Michael; Baumann, Kai; Rotter, Max; Schippan, Barbara (January 2008). 《Diagnostic criteria and the standardized diagnostic interview for posttraumatic embitterment disorder (PTED)》. 《International Journal of Psychiatry in Clinical Practice》 12. 93–96쪽. doi:10.1080/13651500701580478. PMID 24916618. S2CID 43218399.
- Linden, Michael; Baumann, Kai; Lieberei, Barbara; Rotter, Max (March 2009). 《The post-traumatic embitterment disorder Self-Rating Scale (PTED Scale)》. 《Clinical Psychology & Psychotherapy》 16. 139–147쪽. doi:10.1002/cpp.610. PMID 19229838.
- Linden, Michael; Rutkowski, Krzysztof (2013). 《Hurting Memories and Beneficial Forgetting: Posttraumatic Stress Disorders, Biographical Developments, and Social Conflicts》. Amsterdam: Elsevier Science. ISBN 978-0-12-398404-3. OCLC 826854556.
- Linden, Michael; Rotter, Max (January 2018). 《Spectrum of embitterment manifestations.》. 《Psychological Trauma: Theory, Research, Practice, and Policy》 10. 1–6쪽. doi:10.1037/tra0000307. PMID 29323520. S2CID 37127826.
- You, Myoungsoon; Ju, Youngkee (September 2020). 《Modeling embitterment dynamics: The influence of negative life events and social support mediated by belief in a just world》. 《Journal of Affective Disorders》 274. 269–275쪽. doi:10.1016/j.jad.2020.05.108. PMID 32469815. S2CID 219104263.
- Bou Khalil, Rami; Guillaume, Sebastien (July 2020). 《Is post-traumatic embitterment disorder a yet unknown comorbidity of anorexia nervosa?》. 《Medical Hypotheses》 140. 109670쪽. doi:10.1016/j.mehy.2020.109670. PMID 32182559. S2CID 212752178.
- Sensky, Tom (2010). 《Chronic Embitterment and Organisational Justice》. 《Psychotherapy and Psychosomatics》 79. 65–72쪽. doi:10.1159/000270914. PMID 20051704. S2CID 33399909.
- Gao, Yuting; Wang, Xiaoyan; Tan, Liangliang; Yang, Ting; Shi, Linhua; Chen, Huanxin; Jiang, Wenhao; Yuan, Yonggui (2022년 2월 28일). 《Characteristics of post‐traumatic embitterment disorder of inpatients in a general hospital in China》. 《Clinical Psychology & Psychotherapy》 29. 1426–1432쪽. doi:10.1002/cpp.2727. PMID 35187759. S2CID 247010406.